# Gran Premio motociclistico di Spagna 1977
Il Gran Premio motociclistico di Spagna fu il quinto appuntamento del motomondiale 1977.
Si svolse il 22 maggio 1977 sul Circuito permanente del Jarama, e corsero le classi 50, 125, 250 e 350.
Michel Rougerie vinse in 350 davanti al connazionale Christian Sarron, mentre in 250 Takazumi Katayama approfittò di una scivolata del britannico Barry Ditchburn, sino a quel momento in testa, per vincere. Giornata no dei piloti Harley-Davidson: Franco Uncini fu 13° in 250 e ritirato in 350, mentre Walter Villa si ritirò in entrambe le categorie.
Podio tutto Morbidelli in 125, con la moto ufficiale di Pier Paolo Bianchi alla sua terza vittoria consecutiva.
Vittoria in 50 (la venticinquesima in totale) per Ángel Nieto.

## Classe 350

### Arrivati al traguardo
| Pos | Pilota             | Moto          | Tempo        | Punti |
| --- | ------------------ | ------------- | ------------ | ----- |
| 1   | Michel Rougerie    | Yamaha        | 1h 05' 18" 9 | 15    |
| 2   | Christian Sarron   | Yamaha        | +22" 6       | 12    |
| 3   | Takazumi Katayama  | Yamaha        | +31" 5       | 10    |
| 4   | Bruno Kneubühler   | Yamaha        | +52" 5       | 8     |
| 5   | Patrick Pons       | Yamaha        | +59" 7       | 6     |
| 6   | Jon Ekerold        | Yamaha        | +1' 04" 2    | 5     |
| 7   | Pekka Nurmi        | Yamaha        | +1' 21" 3    | 4     |
| 8   | Tapio Virtanen     | Yamaha        | +1' 30" 3    | 3     |
| 9   | Vic Soussan        | Yamaha        | +1 giro      | 2     |
| 10  | Jean-Claude Hogrel | Yamaha        | +1 giro      | 1     |
| 11  | Markku Matikainen  | Yamaha        | +1 giro      |       |
| 12  | Alex George        | Yamaha        | +1 giro      |       |
| 13  | Ken Nemoto         | Yamaha        | +2 giri      |       |
| 14  | Chas Mortimer      | Maxton-Yamaha | +2 giri      |       |

### Ritirati
| Pilota             | Moto              | Motivo ritiro |
| ------------------ | ----------------- | ------------- |
| Alan North         | Yamaha            |               |
| Olivier Chevallier | Yamaha            |               |
| Benjamín Grau      | Yamaha            |               |
| Tom Herron         | Yamaha            |               |
| Kork Ballington    | Yamaha            |               |
| John Dodds         | Yamaha            |               |
| Philippe Bouzanne  | Yamaha            |               |
| Giacomo Agostini   | Yamaha            |               |
| Pentti Korhonen    | Yamaha            |               |
| Leif Gustafsson    | Yamaha            |               |
| Pierre Soulas      | Yamaha            |               |
| Mario Lega         | Bakker-Morbidelli |               |
| Etienne Geeraerdt  | Yamaha            |               |
| Jean-Claude Hogrel | Yamaha            |               |
| Franco Uncini      | Harley-Davidson   |               |
| Peter Baláž        | Yamaha            |               |
| Michel Frutschi    | Yamaha            |               |
| Miguel Cortés      | Yamaha            |               |
| Walter Villa       | Harley-Davidson   |               |

### Non qualificati
| Pilota            | Moto            |
| ----------------- | --------------- |
| José-Maria Mallol | Harley-Davidson |
| Luis Ricart       | Yamaha          |
| Enrique de Juan   | Yamaha          |
| José Cecotto      | Yamaha          |
| Denis Boulom      | Yamaha          |
| Werner Schmied    | Rotax           |
| Roland Freymond   | Yamaha          |

## Classe 250

### Arrivati al traguardo
| Pos | Pilota                | Moto            | Tempo     | Punti |
| --- | --------------------- | --------------- | --------- | ----- |
| 1   | Takazumi Katayama     | Yamaha          | 59' 10" 6 | 15    |
| 2   | Alan North            | Yamaha          | +25" 9    | 12    |
| 3   | Olivier Chevallier    | Yamaha          | +32" 4    | 10    |
| 4   | Christian Sarron      | Yamaha          | +39" 8    | 8     |
| 5   | Mario Lega            | Morbidelli      | +50" 7    | 6     |
| 6   | Michel Rougerie       | Yamaha          | +55" 3    | 5     |
| 7   | Tom Herron            | Yamaha          | +1' 02" 2 | 4     |
| 8   | Barry Ditchburn       | Kawasaki        | +1' 04" 6 | 3     |
| 9   | Akihiko Kiyohara      | Kawasaki        | +1' 09" 0 | 2     |
| 10  | Bruno Kneubühler      | Yamaha          | +1' 36" 5 | 1     |
| 11  | Kork Ballington       | Yamaha          | +1' 39" 0 |       |
| 12  | Vic Soussan           | Yamaha          | +1 giro   |       |
| 13  | Franco Uncini         | Harley-Davidson | +1 giro   |       |
| 14  | Jean-Claude Hogrel    | Yamaha          | +1 giro   |       |
| 15  | Michel Frutschi       | Yamaha          | +1 giro   |       |
| 16  | Sauro Pazzaglia       | Yamaha          | +1 giro   |       |
| 17  | Ken Nemoto            | Yamaha          | +1 giro   |       |
| 18  | Andrès Pérez Rubio    | Yamaha          | +1 giro   |       |
| 19  | Carlos de San Antonio | Yamaha          | +2 giri   |       |
| 20  | Pekka Nurmi           | Yamaha          | +6 giri   |       |

### Ritirati
| Pilota              | Moto          | Motivo ritiro |
| ------------------- | ------------- | ------------- |
| Guy Bertin          | Yamaha        |               |
| Aldo Nannini        | Yamaha        |               |
| Anton Mang          | Yamaha        |               |
| Vinicio Salmi       | Yamaha        |               |
| Chas Mortimer       | Maxton-Yamaha |               |
| Jon Ekerold         | Yamaha        |               |
| Jean-François Baldé | Kawasaki      |               |
| Leif Gustafsson     | Yamaha        |               |
| Carlos Morante      | Yamaha        |               |
| Philippe Bouzanne   | Yamaha        |               |
| Patrick Pons        | Yamaha        |               |
| Tapio Virtanen      | Yamaha        |               |
| John Dodds          | Yamaha        |               |

### Non partiti
| Pilota        | Moto  |
| ------------- | ----- |
| Benjamín Grau | Derbi |

### Non qualificati
| Pilota                  | Moto            |
| ----------------------- | --------------- |
| Etienne Geeraerdt       | Yamaha          |
| Pierre Soulas           | Yamaha          |
| Peter Balaz             | Yamaha          |
| Francisco Calafat Pérez | Yamaha          |
| Luis Ricart             | Yamaha          |
| Walter Villa            | Harley-Davidson |
| Ulrich Graf             | Yamaha          |
| José-Maria Mallol       | Yamaha          |
| Harald Bartol           | Yamaha          |
| Pedro Parajua           | Yamaha          |
| José Cecotto            | Yamaha          |
| Per-Edvard Carlsson     | Yamaha          |
| Pentti Korhonen         | Yamaha          |
| Roland Freymond         | Yamaha          |
| Giovanni Ziggiotto      | Yamaha          |
| Antonio Contente        | Yamaha          |
| Jorge Viegas            | Yamaha          |

## Classe 125

### Arrivati al traguardo
| Pos | Pilota                 | Moto       | Tempo     | Punti |
| --- | ---------------------- | ---------- | --------- | ----- |
| 1   | Pier Paolo Bianchi     | Morbidelli | 53' 52" 4 | 15    |
| 2   | Eugenio Lazzarini      | Morbidelli | +1' 04" 5 | 12    |
| 3   | Jean-Louis Guignabodet | Morbidelli | +1' 40" 6 | 10    |
| 4   | Giovanni Ziggiotto     | Morbidelli | +1' 48" 9 | 8     |
| 5   | Juliaan Vanzeebroeck   | Morbidelli | +1' 54" 5 | 6     |
| 6   | Per-Edvard Carlsson    | Morbidelli | +1 giro   | 5     |
| 7   | Johann Parzer          | Morbidelli | +2 giri   | 4     |
| 8   | Werner Schmied         | Rotax      | +2 giri   | 3     |
| 9   | Willy Pérez            | Yamaha     | +4 giri   | 2     |
| 10  | Jorge Navarrete        | Bultaco    | +5 giri   | 1     |

### Ritirati
| Pilota                  | Moto       | Motivo ritiro      |
| ----------------------- | ---------- | ------------------ |
| Ángel Nieto             | Bultaco    | rottura del motore |
| Gert Bender             | Bender     |                    |
| Sauro Pazzaglia         | Morbidelli |                    |
| Anton Mang              | Morbidelli | caduta             |
| Stefan Dörflinger       | Morbidelli |                    |
| Patrick Plisson         | Morbidelli |                    |
| Harald Bartol           | Morbidelli |                    |
| Miguel Cortés           | Ringhini   |                    |
| Francisco Calafat Pérez | Morbidelli |                    |
| Matti Kinnunen          | Morbidelli |                    |
| François Granon         | Morbidelli |                    |
| Jacky Hutteau           | Morbidelli |                    |
| Ramón Pano              | Ringhini   |                    |

### Non qualificato
| Pilota            | Moto    |
| ----------------- | ------- |
| José Luis Alemany | Bultaco |

## Classe 50
25 piloti alla partenza, 13 al traguardo.

### Arrivati al traguardo
| Pos  | Pilota                 | Moto           | Tempo     | Punti |
| ---- | ---------------------- | -------------- | --------- | ----- |
| 1    | Ángel Nieto            | Bultaco        | 33' 39" 3 | 15    |
| 2    | Eugenio Lazzarini      | Kreidler       | +9" 7     | 12    |
| 3    | Ricardo Tormo          | Bultaco        | +17" 4    | 10    |
| 4    | Herbert Rittberger     | Kreidler       | +1' 43" 2 | 8     |
| 5    | Stefan Dörflinger      | Kreidler       | +1 giro   | 6     |
| 6    | Jean-Louis Guignabodet | UFO-Morbidelli | +1 giro   | 5     |
| 7    | Ulrich Graf            | Kreidler       | +1 giro   | 4     |
| 8    | Ramón Galí             | Derbi          | +2 giri   | 3     |
| 9    | Günter Schirnhofer     | Kreidler       | +2 giri   | 2     |
| 10   | Jorge Navarrete        | Derbi          | +2 giri   | 1     |
| 11   | Artur Benitah          | Kreidler       | +2 giri   |       |
| 12   | Daniel Corvi           | Kreidler       | +2 giri   |       |
| 13   | Rudolf Kunz            | Kreidler       | +2 giri   |       |
| n.c. | Aldo Pero              | Kreidler       | +5 giri   |       |

### Ritirati
| Pilota          | Moto     | Motivo ritiro |
| --------------- | -------- | ------------- |
| Patrick Plisson | ABF      |               |
| Ingo Emmerich   | Kreidler |               |
| Wolfgang Müller | Kreidler |               |
| Gaspar Legaz    | Derbi    |               |
| Jacky Hutteau   | ABF      |               |
| Joaquín Galí    | Bultaco  |               |
| Javier Mira     | Joralp   |               |

## Fonti e bibliografia
- (EN) Chris Carter (a cura di), Motocourse 1977-78, Richmond, Surrey, Hazleton Securities Ltd, 1977,  p. 77, ISBN 0-905138-04-X.